# بروس گرین
بروس گرین (انگلیسی: Bruce Green) تدوین‌گر اهل ایالات متحده آمریکا است.

از فیلم‌ها یا مجموعه‌های تلویزیونی که وی در آن‌ها نقش داشته است می‌توان به جمعه سیزدهم، دفتر خاطرات شاهدخت و جمعه عجیب اشاره نمود.